# Hypercompe chilensis
Hypercompe chilensis är en fjärilsart som beskrevs av Charles Oberthür 1881. Hypercompe chilensis ingår i släktet Hypercompe och familjen björnspinnare. Inga underarter finns listade i Catalogue of Life.